# Джермано Маццоккетті
Джермано Маццоккетті (Читта-Сант'Анджело, 2 грудня 1952) – італійський музикант і композитор театру і кіно.
Відомий як автор сценічної музики, він також працював у кіно і на телебаченні.

## Біографія
Після вивчення акордеона та класичної середньої школи він закінчив DAMS у Болоньї разом із Роберто Лейді, захистивши дисертацію з історії джазу. У 1978 році завдяки режисеру театру Антоніо Календі він наближається до світу композиції музики для театру. Протягом багатьох років, окрім Календі, він співпрацював з відомими театральними режисерами, як Вітторіо Гассман, Джіджі Проєтті, Гастоне Москін, Ренато Карпентьєрі, а також Луїджі Скварзіна, Аттіліо Корсіні, Вітторіо Франческі, Уго Грегоретті, Глауко Маурі, Егісто Маркуччі, Марко Пароді, Фабіо Гроссі (актор), Алессандро Д'Алатрі, Піно Мікол, Вінченцо Салемме, Чезаре Лієві, Артуро Брачетті, Джанкарло Нанні, Массімо Луконі, Мауріціо Панічі, Вальтер Пальяро, Лука Лаццарескі Армандо Пуглієзе, П'єро Маккарінеллі, Массімо Луконі, Джузеппе Діпаскуале, Стефано Мессіно, Моніка Концонці, Еміліоно Чіноццоні Джанкарло Саммартано, Мауріціо Скапарро, Массімо Вентуріелло, Массімо Пополіціо, Лука Зінгаретті.
Він написав музичні комедії: «Аркобалено», «Пульчінелла і гарна компанія», «Гастон», «Бріньяно через О», «Дорога» по Тулліо Пінеллі, з Массімо Вентуріелло і співачкою Тоскою, режисер Массімо Вентуріелло; «Буржуазний джентльмен», Мольєр, з Массімо Вентуріелло і Тоскою; «Великий диктатор», з фільму Чапліна, з Массімо Венчеріелло і Тоскою.
Він написав оперу музичного театру «Балада про нечесне кохання», текст і режисура Августо Форнарі.
Для кіно Маццоккетті створив музику до фільму «Подорож нареченої» режисера Серхіо Рубіні, представленого на Венеційському кінофестивалі в 1997 році, та до фільмів Умберто Маріно, Ніно Руссо та Карло Ванзіна.
Для телебачення він написав сім серій Карабінерів, на Canale 5.
Семінари Маццоккетті з музики для картин проходили в консерваторіях Барі та Матери.
Як автор музики для кіно і театру він випустив компакт-диски: «Musica e figure» (Збірка сценічної музики), «Подорож нареченої», «Подорожнє кабаре», «Coefore», «Карабінери", «Пульчінелла компанія Белла»,«Гастон», «Дорога», «Три партитури на сцені» (музика для шоу з Лео Гуллоттою), «Буржуазний джентльмен», «Великий диктатор», «Пісні мушкетерів».
Водночас з діяльністю композитора "прикладної" музики, він протягом багатьох років продовжує діяльність композитора та виконавця в галузі джазу та середземноморської етнічно-популярної музики з Ансамблем Джермано Маццоккетті та співпрацює з лейблом Egea Records, для якого він випустив "Di Mezzo il Mare" (2006) з оркестром Egea та "Testasghemba" зі своїм ансамблем (2009). У 2016 році разом з Ансамблем, він випустив компакт-диск "Asap" для лейбла Incipit.
Створив «П’ятнадцяте вересня» (італ. "Quindici settembre") для віолончелі та фортепіано, опубліковане в 2013 році в компакт-диску "Composers vol. II ", у виконанні Луки Пінчіні та Джильди Бутта.
У 2013 році Маццоккетті керував симфонічним оркестром Абруцезе у «Сцені для оркестру» (італ. "Scene per orchestra"), серії сюїт, заснованих на його музиці для театру, кіно та радіо.
Також у 2013 він створив Концерт для кларнета і струнного оркестру "Superstite è il sole", присвячений кларнетисту Габріеле Мірабасі.
Маццоккетті написав п'єсу для скрипки та фортепіано «Одночасні бачення» (італ. "Visioni simultanee"), натхненну картиною Умберто Боччоні, виконаною в Сорбоні в Парижі в червні 2015 року Ельвірою Ді Бона та Саїдою Зульфугаровою.
У 2016 році на замовлення Estate Musicale Frentana він написав симфонічну п’єсу «Де знайдено море» (італ. «Dove si ritrova il mare»), яку виконав в абатстві Сан-Джованні-ін-Венере Міжнародний молодіжний симфонічний оркестр під керівництвом Луїджі Піовано, якому присвячений твір.

## Нагороди та подяки
Він отримав премію критиків (Premio della Critica) 2002 року від Національної асоціації театральних критиків. У 2003 році за перше видання ETI Gli Olimpici - Театральний Оскар він був нагороджений як найкращий автор супровідної музики. У 2005 році отримав музичну премію Сканно. Також у 2005 році він знову виграв ETI Gli Olimpici - Театральний Оскар як найкращий автор супровідної музики. Згодом він був нагороджений премією Флаяно 2006 року за супровідну музику до кіно, телебачення, театру та літератури. У 2009 році він знову був нагороджений премією Eti Gli Olimpici - Оскаром Театру за музику «Дорога» (італ. "La Strada"). Також у 2009 році йому було присуджено приз за найкращий саундтрек на Roma Fiction Fest. У 2012 році він виграв нагороду Ле Машера італійського театру як найкращий автор прикладної музики. У 2019 році він отримав нагороду ансамблю Сполторе як найкращий композитор прикладної музики у заключний вечір 37-го видання Ансамблю Сполторе під керівництвом Давіде Кавуті .